# Divindades aquáticas (mitologia grega)
Esta é uma lista de personagens da mitologia grega que dominam as águas.

## Pontos
Pontos, o mar, é mencionado apenas nas genealogias. Seu filho Nereu, o velho do mar, antiga e benigna divindade marinha, ainda está bem próximo das forças elementares da natureza. A julgar por Hesíodo, Pontos sozinho deu origem a Nereu (Teogonia, 233-236); nas versões mais tardias, ele teve de unir-se a Gaia para gerar o filho. Ponto é a primeira 
divindade que surge como força primal das águas e é personificado como o mar primitivo. Nasceu de Gaia por partenogênese, e é irmão mais velho de Urano. É muito confundido com o titã Oceano. Nas lendas atuais, Pontos é o líder e mestre de todos os rios sinistros que banham o tártaro. Esta dualidade de Pontos, como o gerador da vida, e o líquido da morte, nos traduz que vida e morte têm um ponto comum.
Pontos é o pai, junto de Gaia, de várias divindades marinhas como Fórcis, Ceto, Taumante,
Euríbia, Proteu e Nereu.

## Nereu
O velho deus do mar Nereu vivia no fundo do mar, era capaz de assumir qualquer forma, sabia de tudo o que acontecia e conhecia todos os segredos. Era defensor da justiça e da sabedoria. Héracles (ou Hércules) recorreu aos seus amplos conhecimentos durante o  11º trabalho. Depois da destituição de  Urano, casou-se com Dóris, filha do titã  Oceano, e teve cinquenta filhas, as nereidas.
Proteu, outro antigo deus do mar, era conhecido por Homero e concebido de forma muito semelhante a Nereu: era velho, capaz de se metamorfosear em qualquer coisa e de responder a qualquer pergunta. Não é improvável, a julgar pela confusão que envolve a natureza exata das antigas divindades marinhas, que Nereu e Proteu (e também Fórcis) sejam apenas aspectos diferentes de uma única e antiquíssima entidade, possivelmente pré-helênica.

## Oceano
Para os antigos  Oceano primitivamente era um rio imenso que envolve o mundo terrestre. Na mitologia é o primeiro deus das águas, filho de  Urano e de  Gaia; é o pai de todos os seres. 
Homero diz que os deuses eram originários do Oceano e de  Tétis. Conta o mesmo poeta que os deuses iam muitas vezes à Etiópia visitar Oceano e tomar parte nas festas e sacrifícios que ali se celebravam. Conta-se enfim que Hera, desde o seu nascimento, foi por sua mãe Reia confiada aos cuidados de Oceano e de Tétis, para livrá-la da cruel voracidade de Cronos.
Era não somente venerado pelos homens, mas também pelos deuses. Nas Geórgicas de Virgílio, a ninfa Cirene, ao palácio do Peneu, na fonte desse rio, oferece um sacrifício ao Oceano; três vezes seguidas, ela deita o vinho sobre o fogo do altar, e três vezes a chama ressalta até a abóbada do palácio, presságio tranquilizador para a ninfa e seu filho Aristeu.

## Tétise asOceânidas
Tétis, filha de  Urano e de  Gaia, casou com o Oceano, seu irmão, e foi mãe de três mil ninfas chamadas Oceânidas. Dão-lhe ainda como filhos, não somente os rios e as fontes, mas também, Etra, Persea, mãe de Circeu, etc. Conta-se que Zeus, 
tendo sido amarrado e preso pelos outros deuses, Tétis pô-lo em liberdade, com auxílio do gigante Egeon ou Briaréu. Ela se chamava Tétis, palavra que em grego significa "ama, nutriz", sem dúvida porque é a deusa da água, matéria-prima que, segundo uma crença antiga, entra na formação de todos os corpos.
O carro dessa deusa é uma concha de maravilhosa forma e de uma brancura de marfim nacarado. Quando percorre o seu império, esse carro, tirado por cavalos-marinhos mais brancos do que a neve, parece voar, à superfície das águas. Ao redor dela, os delfins, brincando, saltam no mar; Tétis é acompanhada pelos Tritões que tocam trombeta com as suas conchas recurvas, e pelas Oceânidas coroadas de flores, e cuja cabeleira esvoaça pelas espáduas, ao capricho dos ventos. Tétis, deusa do mar, esposa de Oceano, não deve ser confundida com  Tétis, filha de Nereu e mãe de Aquiles.

## Poseidon
Poseidon, filho de Cronos e de Reia, irmão de Zeus e de Hades. Logo que nasceu, Reia o escondeu em um aprisco da Arcádia, e fez Cronos acreditar ter ela dado à luz a um potro que lhe deu para devorar. Na partilha que os três irmãos fizeram do Universo ele teve por 
quinhão o mar, as ilhas, e todas as ribeiras. Quando Zeus venceu os Titãs, Poseidon encarcerou-os no  Tártaro, impedindo-os de tentar novas empresas. Ele os mantém por trás do recinto inexpugnável formado por suas ondas e rochedos.
Poseidon governa o seu império com uma calma imperturbável. Do fundo do mar em que está sua tranquila morada, sabe tudo quanto se passa na superfície das ondas. Se por acaso os ventos impetuosos espalham inconsideradamente as vagas sobre as praias, causando injustos naufrágios, Poseidon aparece, e com a sua nobre serenidade faz reentrar as águas no seu leito, abre canais através dos baixios, levanta com o tridente os navios presos nos rochedos ou encalhados nos bancos de areia, - em uma palavra, restabelece toda a desordem das tempestades. Sua mulher era Anfitrite. De Poseidon, ela teve um filho chamado Tritão, e muitas ninfas marinhas; diz-se também que foi a mãe dos Ciclopes.

## Anfitrite
A nereida Anfitrite, era a condutora do coro formado pelas ninfas. Poseidon apaixonou-se perdidamente por Anfitrite e queria desposá-la. Mas levada pelo excesso de pudor, a virgem refugiou-se nas profundezas do mar. Para procurar a amada, Poseidon manda um delfim para encontrá-la e convencê-la a se casar. E assim foi feito. Anfitrite deixa-se levar pelo delfim e retorna com o animal e casa-se com Poseidon.
Como demonstração de gratidão, Poseidon coloca o delfim no céu, formando a constelação de Golfinho.

## Proteu
Proteu, deus marinho, era filho de Oceano e de Tétis ou, segundo uma outra tradição, de Posidão e de Fênice. Segundo os gregos, a sua pátria é Palene, cidade da Macedônia. 
Dois dos seus filhos, Tmolos e Telégono, eram gigantes, monstros de crueldade. Não tendo podido chamá-los ao sentimento da humanidade, tomou o partido de retirar-se para o Egito, com o socorro de Posidão, que lhe abriu uma passagem sob o mar. 
Também teve filhas, entre as quais as ninfas Eidoteia, que apareceu a Menelau, quando voltando de Troia esse herói foi levado por ventos contrários sobre a costa do Egito, e lhe ensinou o que devia fazer para saber de Proteu os meios de regressar à pátria.
Proteu guardava os rebanhos de Posidão, isto é, grandes peixes e focas. Para o recompensar dos trabalhos que com isso tinha Posidão deu-lhe o conhecimento do passado, do presente e do futuro. Mas não era fácil abordá-lo, e ele se recusava a todos que vinham consultá-lo.
Eidoteia disse a Menelau que, para convencê-lo a falar, era preciso surpreendê-lo durante o sono, e amarrá-lo de maneira que não pudesse escapar, pois ele tomava todas as formas para espantar os que se aproximavam: a de leão, dragão, leopardo, javali; algumas vezes se metamorfoseava em árvore, em água e mesmo em fogo; mas se se perseverava em conservá-lo bem ligado, retomava a forma primitiva e respondia a todas as perguntas que se lhe fizessem.
Menelau seguiu ponto por ponto as instruções da ninfa. Com três dos seus companheiros, entrou de manhã, nas grutas em que Proteu costumava ir ao meio-dia descansar, juntamente com os rebanhos. Apenas Proteu fechou os olhos e tomou uma posição cômoda para dormir. Menelau e os seus três companheiros se atiraram sobre ele e o apertaram fortemente entre os braços. Era inútil metamorfosear-se: a cada forma que tomava, apertavam-no com mais força. Quando enfim esgotou todas as suas astúcias Proteu voltou à forma ordinária, e deu a Menelau os esclarecimentos que este pedia.
No quarto livro das Geórgicas, Virgílio, imitando Homero, conta que o pastor Aristeu, depois de haver perdido todas as suas abelhas, foi a conselho de Cirene, sua mãe, 
consultar Proteu sobre os meios de reparar os enxames, e para lhe falar, recorreu aos mesmos artifícios.

## CilaeGlauco
Cila era uma Ninfa, filha de Fórcis, que cativou o deus do mar Glauco. O deus, apaixonado, pediu ajuda a Circe para seduzi-la. Mas Circe, que o amava secretamente, ficou ofendida e tramou uma vingança contra a rival. Na ilha onde vivia Cila havia uma fonte na qual a ninfa se banhava todos os dias. Circe derramou na fonte um sortilégio funesto e Cila sentiu a água borbulhar na fonte até a cintura e seus quadris doerem como se fossem rasgados. No mesmo instante se viu cercada de bestas caninas que se mordiam e a feriam também. A Ninfa se arrastou para fora da fonte e correu para o mar, todavia percebeu que as bestas nasciam de seus quadris e estavam ligadas a ela. Assutado com a transformação abominável de Cila, Glauco a rejeitou.
A Ninfa, cheia de ressentimento e rancor, escondeu-se no topo de um rochedo próximo ao mar de Sardenha. Ali ninguém nunca mais viu sua face, mas mesmo assim ela deixa que suas feras estiquem os pescoços e gargantas famintas e agarrem os marinheiros desavisados que passam pelo lugar com suas naus.

## AsSereias
Eram filhas do rio Aqueló e da musa Calíope. Ordinariamente contam-se três: Parténope, Leucósia e Lígea, nomes gregos que evocam as idéias de candura, brancura e harmonia. Outros lhes dão os nomes de Aglaufone, Telxieme e Pisinoe, denominações que exprimem a doçura de sua voz e o encanto de suas palavras.
Conta-se que, no tempo do rapto de Prosérpina, as Sereias foram à terra de Apolo, a Sicília, e que Ceres, para puni-las por não haverem socorrido sua filha, transformou-as em aves.
Ovídio, ao contrário, diz que as Sereias, desoladas com o rapto de Prosérpina, pediram aos deuses que lhes dessem asas para irem procurar sua jovem companheira por toda a terra. Habitavam rochedos escarpados às margens do mar, entre a ilha de Capri e a costa da Itália.
O oráculo predissera às Sereias que viveriam tanto tempo quanto pudessem deter os navegantes à sua passagem. Mas, desde que um só passasse sem para sempre ficar preso ao encanto de suas vozes e de suas palavras, elas morreriam. Por isso essas feiticeiras, sempre em vigília, não deixavam de deter com sua harmonia todos os que chegavam perto delas e cometiam a imprudência de escutar seus cantos. Elas tão bem os encantavam e seduziam que eles não pensavam mais em seu país, em sua família, em si mesmos. Esqueciam de beber e de comer, e morriam por falta de alimento. A costa vizinha estava toda branca dos ossos daqueles que assim haviam perecido.
Entretanto, quando os Argonautas passaram em suas paragens, elas fizeram vãos esforços para atraí-los. Orfeu, que estava embarcado no navio, tomou sua lira e as encantou a tal ponto que elas emudeceram e atiraram os instrumentos ao mar.
Ulisses, obrigado a passar com seu navio diante das Sereias, mas advertido por Circe, tapou com cera os ouvidos de todos os seus companheiros, e se fez amarrar, de pés e mãos, a um mastro. Além disso, proibiu que o desatassem se, por acaso, ao ouvir a voz das Sereias, exprimisse o desejo de parar. Ulisses, mal ouviu suas doces palavras e suas promessas sedutoras, apesar do aviso que recebera e da certeza de que morreria, deu ordem aos companheiros que o soltassem, o que felizmente eles não fizeram. As Sereias, não tendo podido deter Ulisses, precipitaram-se no mar, e as pequenas ilhas rochosas que habitavam, defronte do promontório da Lucárnia, foram chamadas Sirenusas.
As Sereias são representadas com cabeça de mulher e corpo de peixe,da cintura até os pés. Nas mãos têm instrumentos: uma empunha uma lira, outra duas flautas e a terceira gaitas campestres ou um rolo de música, como para cantar. Também são pintadas com um espelho. Nenhum autor antigo representou as Sereias como mulheres-peixe, como muita gente atualmente as representa.
Pausânias conta ainda uma fábula sobre as Sereias: "As filhas de Aqueló, diz ele, encorajadas por Juno, pretenderam a glória de cantar melhor que as Musas e ousaram fazer-lhes um desafio. Mas as Musas, tendo-as vencido, arrancaram-lhes as penas das asas e com elas fizeram coroas." Com efeito, existem monumentos antigos que representam as Musas com uma pena na cabeça. Apesar de temíveis ou perigosas, as Sereias não deixaram de participar das honras divinas. Tinham um templo perto de Sorrento.

## Ino (Leucotéia) e Melicerces (Palemon)
Hera, que não conseguira atingir o jovem Dioniso, perseguiu, com a sua cólera, os que estavam ligados ao deus. A morte de Semele, mãe de Dioniso, não lhe bastava. Quis, ela, ainda, golpear Ino, irmã de Semele, que servira de nutriz a Dioniso. 
Ino orgulhava-se de ser filha de Cadmo e mulher de Atamas, rei de Tebas, a quem dera vários filhos. Hera desceu ao Érebo em busca de Tisífone, uma das Erínias, e ordenou-lhe que afligisse de loucura furiosa Atamas e Ino. A serva de Hera mal entra no palácio faz com que, tanto o rei como a rainha, sintam os terríveis efeitos da sua presença. 
Atamas, acometido de súbita fúria, corre pelo palácio, gritando: "Coragem, companheiros, estendei as redes nesta floresta; acabo de perceber uma leoa com dois leõezinhos." Põe-se, então, a perseguir a rainha que ele supõe ser um animal feroz, arranca-lhe dos braços o jovem Learco, seu filho, o qual, divertindo-se com o arrebatamento do pai, lhe estendia os braços, e, fazendo-o girar duas ou três vezes, atira-o contra uma parede, esmagando-o. Depois, ateia fogo ao palácio. Ino, tomada de semelhante furor, por efeito da dor que lhe causara a morte do filhinho, ou pelo fatal veneno espalhado sobre ela por Tisífone, dá gritos horríveis, trazendo ao colo Melicertes, e dizendo: "Evoé, Dionisio!" 
Hera sorri quando ouve pronunciar o nome desse deus. "Que teu filho, diz-lhe ela, te auxilie a passar o tempo nesse fúria que te possui."
À margem do mar, encontra-se um rochedo escarpado, cujo fundo serve de refúgio às águas que o cavaram; o alto está eriçado de pontas e avança bastante para o mar; Ino, a quem o furor dava novas forças, monta sobre esse rochedo e se precipita com Melicerte: as ondas que a recebem se cobrem de espuma e a sorvem. (Ovídio).
Afrodite, que era aliada da família de Cadmo por sua filha Harmonia, foi ao encontro de Posidão e, mediante os cuidados de ambos, Ino e Melicerte, perdendo o que tinham de mortal, tornaram-se divindades marinhas. Ino tomou, então, o nome de Leucoteia e Melicerte o de Palemon.
Mal a notícia de tais fatos se espalhou pela cidade, as damas tebanas correram à margem do mar em busca da rainha e, seguindo-lhe as pegadas, chegaram ao rochedo de onde ela se havia atirado. Na aflição que lhes causa tão trágico desfecho, rasgam as vestes, arrancam os cabelos, e deploram as desventuras da infeliz casa de Cadmo, zangam-se com Hera, e censuram-lhe a injustiça e crueldade.
A deusa, ofendida com as suas queixas, diz-lhes: "Ides ser vós outras os mais terríveis exemplos dessa crueldade que tanto me censurais." O efeito segue-se à ameaça. A que mais afeiçoada fora a Ino, prestes a lançar-se ao mar, imobiliza-se e vê-se presa ao rochedo. Outra, enquanto fere o próprio seio, sente os braços tornarem-se duros e inflexíveis. Outra, com os braços estendidos para o mar, não mais consegue movê-los. E mais outra, que estava arrancando os cabelos com as mãos, sente que estas, e os cabelos se transformaram em pedra. A maioria sofre mudanças análoga e fica na mesma atitude em que estavam no momento da metamorfose. As demais companheiras da rainha, transformadas em aves, desde então esvoaçam no mesmo lugar e roçam as ondas com a ponta das asas. (Ovídio). 
Leucotéia e Palemon são divindades protetores dos marinheiros. Ambos tinham o poder de salvar os homens em naufrágios e eram invocados pelos marinheiros. 
Palêmon geralmente era representado cavalgando um golfinho. Os Jogos Ístmicos eram celebrados em sua honra. Era chamado Portuno pelos romanos, e acreditava-se que governava os portos e as costas. Leucotéia aparece na Odisseia salvando Ulisses da fúria de Posidão quando este sai da ilha Ogigia (antro de Calipso).

## Harpias
Na mitologia grega, as Harpias (do grego hárpyia, "arrebatadora") eram filhas de Taumas e Electra e, portanto, anteriores aos olímpicos. Taumas (em grego, Θαύμας), era filho de Ponto e Gaia, irmão de Fórcis, Ceto e Euríbia. Se casou com Electra, uma oceânide, e foi pai de  Íris, mensageira dos deuses, e das Harpias.  A Harpias procuravam sempre raptar o corpo dos mortos, para usufruir de seu amor. Por isso, aparecem sempre representadas nos túmulos, como se estivessem à espera do morto, sobretudo quando jovem, para arrebatá-lo. Parcelas diabólicas das energias cósmicas, representam a provocação dos vícios e das maldades, e só podem ser afugentadas pelo sopro do espírito. A princípio duas - Aelo (a borrasca) e Ocípite (a rápida no voo) -, passaram depois a três, com Celeno (a obscura). O mito principal das Harpias relaciona-se ao rei da Trácia, Fineu, sobre quem pesava a seguinte maldição: tudo que fosse colocado a sua frente, sobretudo iguarias, seria carregado pelas Harpias, que inutilizavam com seus excrementos o que não pudessem carregar. Perseguidas pelos argonautas, a pedido de Fineu, obtiveram em troca da vida a promessa de não mais atormentá-lo. A partir de então, refugiaram-se numa caverna da ilha de Creta.

## FórciseCeto
Fórcis desposou sua irmã Ceto e gerou muitos monstros: as Greias, as Górgonas, Equidna e Ladão. 
As Greias (Penfredo, Ênio e Dino) são descritas como cinzentas e em forma de cisne, tendo um olho e um dente para repartir entre elas. Vivem no longínquo leste, onde protegem suas irmãs, as Górgonas. 
Duas destas são imortais, Esteno e Euríale, mas a terceira, Medusa, não era. Após deitar-se com Posidão ela não gerou filhos da maneira usual. Depois de sua decapitação por Perseu, seus filhos, Pégaso e Crisaor, saíram de seu pescoço. Crisaor casou-se com outra Oceânide, Calírroe, que lhe deu Gerião de três cabeças. 
Equidna era metade linda mulher, metade serpente. Desposou Tifão, filho de Gaia e Tártaro. Esse tinha cem cabeças de cobra, barulhentas e lançadoras de chamas, nos ombros. Seus filhos eram: Ortos, cão de guarda de Gerião; Cérbero; hidra; a Quimera e a águia (ou abutre) de Prometeu.